# Francisco de Moncada

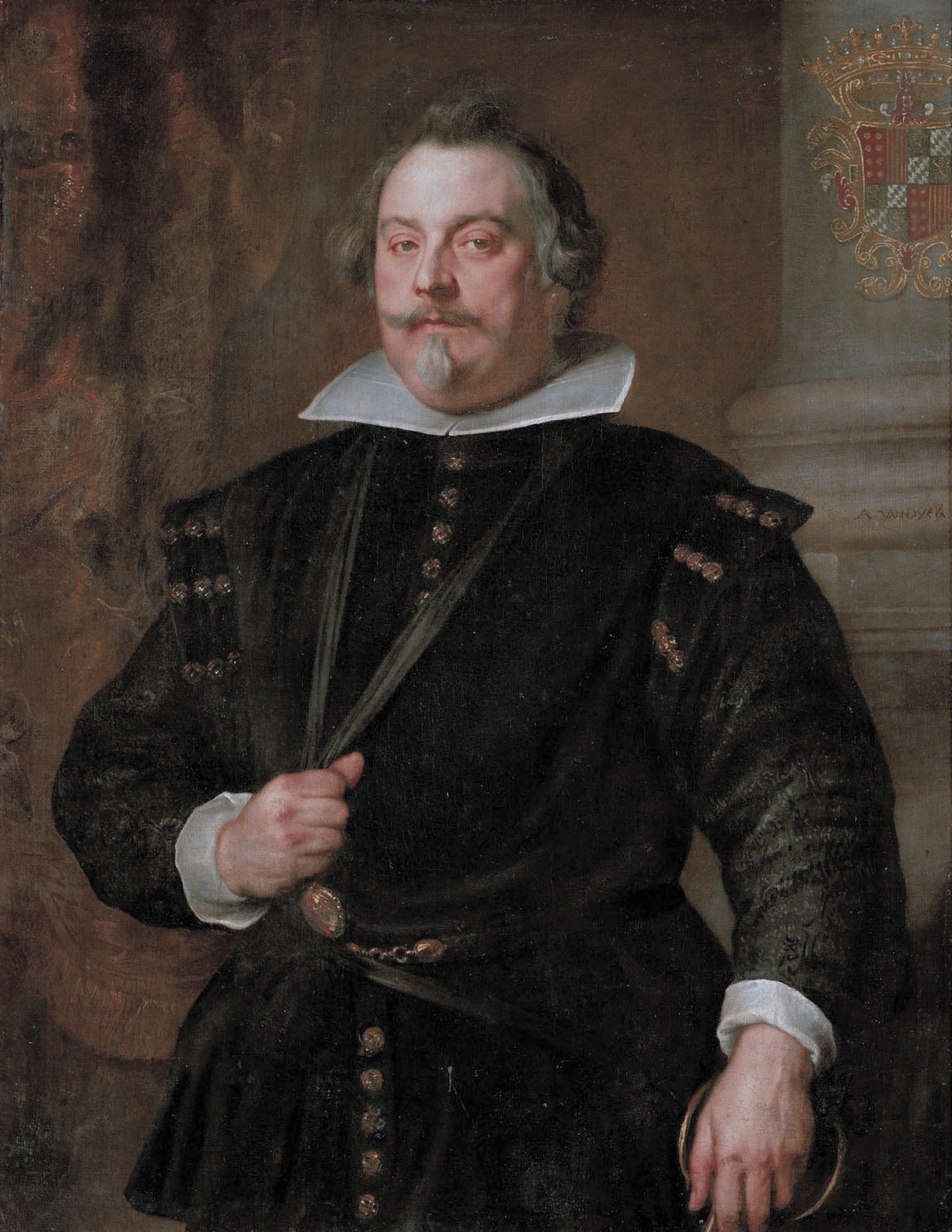
Portret door Antoon van Dyck

Francisco de Moncada y Moncada (Valencia, 29 december 1586 - Brussel, 17 augustus 1635), in zijn tijd vooral bekend als de markies van Aytona, was een Spaans staatsman en schrijver. Hij was de belangrijkste adviseur van Isabella van Spanje op het eind van haar leven en interim-landvoogd van de Nederlanden na haar dood.

## Biografie
Francisco de Moncada was een telg uit het uit Catalonië afkomstige geslacht Moncada, dat verscheidene keren onderkoningen voor de Spaanse territoria leverde. Na een korte militaire opleiding zou hij zich echter eerder toeleggen op de geesteswetenschappen en enkele geschiedkundige werken publiceren.
Vanaf 1622 werd hij met diplomatieke missies belast. Hij was met name van 1624 tot 1629 ambassadeur van koning Filips IV van Spanje aan het hof van Ferdinand II in Wenen.
Hij volgde in 1629 Alfonso de la Cueva op als Spaans vertegenwoordiger in de Nederlanden. Op dat ogenblik bestond in de Zuidelijke Nederlanden grote beroering omwille van de verovering van 's Hertogenbosch door Frederik Hendrik van Oranje. Hij slaagde erin de gemoederen te bedaren door de Zuid-Nederlandse adel terug bij het beleid te betrekken.
Na de val van Maastricht en het verraad van Hendrik van den Bergh werd Francisco de Moncada in 1632 benoemd tot militair bevelhebber van de Nederlanden. Eind 1633 werd hij, na de dood van Isabella van Spanje zelf landvoogd, in afwachting van de komst van Ferdinand, de "kardinaal-infant". 
Ondertussen waren de Staten-Generaal van de Zuidelijke Nederlanden in 1632 samengekomen met het oog op vredesonderhandelingen met het Noorden. Koning Filips IV en zijn belangrijkste adviseur Olivares zagen dit niet graag gebeuren en vonden dat de Zuid-Nederlandse delegatie, onder leiding van Filips Karel van Arenberg, bij de vredesonderhandelingen te grote toegevingen zou kunnen doen. De markies van Aytona zou erin slagen deze onderhandelingen te saboteren. In 1634 deed hij nog een vergeefse poging om Maastricht terug te veroveren op de Staatsen, hij liet daartoe de Elvenschans aanleggen op de grens van Eijsden en Moelingen.
Hij had nog te maken met de samenzwering van enkele vooraanstaande edellieden (de prins van Barbançon, de prins van Épinoy, de graaf van Hennin) tegen het Spaanse regime. De in Spanje verblijvende Filips Karel van Arenberg werd beschuldigd van medeplichtigheid hieraan en opgesloten. De Staten-Generaal werden ontbonden en zouden hierna niet meer samenkomen tot 1790.
Francisco de Moncada overleed aan de koorts die hij had opgelopen in het bivak bij Gogh na de verovering van Schenkenschanz.

## Publicaties
- Expedition de los Catalanes contra Griegos y Turcos (Expeditie van de Catalanen tegen de Grieken en Turken), Barcelona, 1623
- Vida de Manlio Torquato Severino Boecio (Het leven van Boëthius), Frankfurt, 1642
- Genealogía de la casa de los Moncada (Genealogie van het huis Moncada)
- Antigüedad del santuario de Montserrate (Oude geschiedenis van het klooster van Montserrat)